# Leon Birkholc

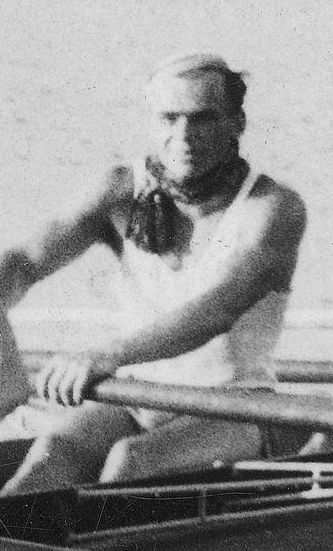
Leszek Leon Birkholc (1935)

Leszek Leon Birkholc (* 7. Juli 1904 in Crone an der Brahe; † 22. April 1968 in Kłodzko) war ein polnischer Ruderer.
Leon Birkholc ruderte für die Rudergesellschaft BTW Bydgoszcz. Bei den Europameisterschaften 1926 gewann der polnische Vierer mit Steuermann in der Besetzung Franciszek Bronikowski, Leon Birkholc, Mieczyslaw Figurski, Franciszek Janik und Franciszek Brzesinski die Bronzemedaille hinter den Booten aus Italien und der Schweiz. Auch bei den Olympischen Spielen 1928 siegte in dieser Bootsklasse der italienische Vierer vor den Schweizern und den Polen mit Franciszek Bronikowski, Edmund Jankowski, Leon Birkholc, Bernard Ormanowski und Bolesław Drewek. Seine letzte internationale Medaille gewann Birkholc bei den Europameisterschaften 1929. Zusammen mit Jerzy Braun, Edmund Jankowski und Franciszek Bronikowski erhielt er die Bronzemedaille im Vierer ohne Steuermann.